# José María Tijerino Pacheco
José María Tijerino Pacheco (San José, 11 de noviembre de 1947), es un abogado costarricense, especializado en Derecho Penal, que ha ocupado el cargo de fiscal general de la República y ministro de Seguridad Pública.

## Biografía
Sus padres son José María Tijerino Rojas, nicaragüense y Clara Pacheco Chaverri, costarricense.  Su infancia y adolescencia transcurrieron en Chinandega, Nicaragua. Es casado  desde el 22 de julio de 1972 con Olga Cristina Picado Gatgens, con quien ha procreado dos hijos, María Catalina y José María Tijerino Picado.
Realizó estudios de derecho en la  Universidad de Costa Rica, los que culminó en 1976, para luego continuar con  un doctorado en la Universidad de Valencia, España, el cual concluyó  en 1988. Ingresó al Ministerio Público de Cañas, Guanacaste, como fiscal en 1976; desempeñó posteriormente los cargos de Agente Segundo Fiscal de Alajuela y Fiscal de Juicio en esa misma provincia.
Fue subjefe del Ministerio Público,  coordinador del Tribunal Superior Tercero Penal de San José. Para el 2 de enero de 1990 juró al cargo  como Quinto fiscal general de la República, función que desempeñó hasta el 2 de abril de 1995. Durante su gestión se creó la Fiscalía  Agraria y Ambiental y la Unidad de Casación Penal. Impulsó el Programa de Formación de  Fiscales.
En el área docente, se ha destacado como  profesor de derecho procesal penal, así como de posgrados y ha sido invitado  a dictar conferencias, charlas y cátedras en varias universidades, tanto en  Costa Rica y Nicaragua como en otros países. Ha recibido diversas menciones honoríficas por  su desempeño como docente, tanto en Costa Rica como fuera de ella y ha  publicado numerosos libros y artículos en revistas especializadas en derecho penal.
Renunció al cargo de fiscal general para convertirse en consultor internacional en Sistemas de Justicia Penal. Ha participado en la redacción de proyectos de Código Procesal Penal en Costa Rica, Honduras y Nicaragua.
Recibió en su primera edición el premio Francisco Chaverri como el mejor fiscal general por su lucha por la independencia del Ministerio Público.
La presidenta de Costa Rica Laura Chinchilla (2010-2014) lo designa como Ministro de Seguridad Pública- Gobernación y Policía.
Durante el ejercicio de sus funciones, le tocó enfrentar la desafortunada invasión de Isla Calero por parte del Gobierno de Nicaragua. Dicho conflicto se ventila actualmente en la Corte Internacional de Justicia en La Haya. Al querer implementar varios cambios de fondo y forma en los cuerpos policiales a su cargo, encuentra bastante resistencia al cambio. Presiones de algunos sectores políticos que buscan respuestas a la falta de rumbo del Poder Ejecutivo, lo llevan a renunciar a partir del 25 de abril de 2011, tras lo cual la presidenta de la República anuncia que  pasará a formar parte del Servicio Exterior como Embajador. Luego de haber propuesto a Tijerino como embajador en Colombia la presidenta Chinchilla optó por enviarlo a Uruguay, donde ya obtuvo el visto bueno desde el 29 de junio del 2011.